# Stachys peruviana
Stachys peruviana là một loài thực vật có hoa trong họ Hoa môi. Loài này được Dombey ex Benth. miêu tả khoa học đầu tiên năm 1834.